# Associação Desportiva Camacha
L'Association Sportive de Camacha (Associação Desportiva da Camacha) est un club de football portugais, basé à Camacha, conseil de Santa Cruz (freguesia), dans la Région autonome de Madère.
Le club a été créé en 1978 et son actuel président est Celso Almeida.
À l'issue de la saison 2002-2003, le club termine onzième du groupe Sud de la troisième division portugaise avec 51 points, puis à la cinquième place à l'issue de la saison suivante avec 61 points, et à la neuvième place à l'issue de la saison 2004-2005.